# زيتون (شليل)
زیتون (بالفارسية: زیتون) هي قرية تقع في إيران في قسم شلیل الريفي.